# Bundesregierung Seipel V
Die österreichische Bundesregierung Seipel V amtierte vom 9. Mai 1927 bis 3. April 1929; mit der Fortführung der Geschäfte betraut war sie bis 4. Mai 1929. Regierungschef war Ignaz Seipel, ein katholischer Prälat und Vordenker der CSP.
Die Bundesregierung Seipel V folgte der Bundesregierung Seipel IV nach der Nationalratswahl in Österreich 1927.  Seipel stärkte die Rolle der zunehmend antidemokratischen Heimwehr und blieb bis zu seinem Tod ihr einflussreichster Fürsprecher. Seipel trat am 4. April 1929 vom Amt des Bundeskanzlers zurück und führte die Geschäfte noch bis 4. Mai 1929 weiter, als ihm Ernst Streeruwitz als Regierungschef nachfolgte.
| Amt                                          | Amtsinhaber | Partei    |
| -------------------------------------------- | --- | --------- |
| Bundeskanzler                                | Ignaz Seipel (mit der Leitung der Justizangelegenheiten betraut, 30. August 1927)                                       | CSP       |
| Vizekanzler                                  | Karl Hartleb (mit der sachlichen Leitung der Justizangelegenheiten betraut)                                             | Landbund  |
| Bundeskanzleramt                             | Bundesminister Franz Dinghofer (mit der Leitung der Justizangelegenheiten betraut, bis 30. August 1927)                 | GdVP      |
| Bundesminister für Justiz                    | Franz Dinghofer (31. August 1927 bis 4. Juli 1928, Rücktritt im Zuge der Affäre Béla Kun) Franz Slama (ab 6. Juli 1928) | GdVP GdVP |
| Bundesminister für Unterricht                | Richard Schmitz | CSP       |
| Bundesminister für soziale Verwaltung        | Josef Resch | CSP       |
| Bundesminister für Finanzen                  | Viktor Kienböck | CSP       |
| Bundesminister für Land- und Forstwirtschaft | Andreas Thaler | CSP       |
| Bundesminister für Handel und Verkehr        | Hans Schürff | GdVP      |
| Bundesminister für Heereswesen               | Carl Vaugoin | CSP       |